# مارك فلوود (رسام)
مارك فلوود (بالإنجليزية: Mark Flood)‏ هو رسام أمريكي، ولد في 1957.